# Municipio de Kimball (Dakota del Sur)
El municipio de Kimball (en inglés: Kimball Township) es un municipio ubicado en el condado de Brule en el estado estadounidense de Dakota del Sur. En el año 2010 tenía una población de 52 habitantes y una densidad poblacional de 0,62 personas por km².

## Geografía
El municipio de Kimball se encuentra ubicado en las coordenadas 43°43′46″N 98°58′44″O / 43.72944, -98.97889. Según la Oficina del Censo de los Estados Unidos, el municipio tiene una superficie total de 84.27 km², de la cual 83,97 km² corresponden a tierra firme y (0,35 %) 0,3 km² es agua.

## Demografía
Según el censo de 2010, había 52 personas residiendo en el municipio de Kimball. La densidad de población era de 0,62 hab./km². De los 52 habitantes, el municipio de Kimball estaba compuesto por el 94,23 % blancos, el 3,85 % eran de otras razas y el 1,92 % eran de una mezcla de razas. Del total de la población el 3,85 % eran hispanos o latinos de cualquier raza.